# Богач, Ладислав
Лади́слав Бо́гач (чеш. Ladislav Boháč; 14 апреля 1907, Угерски-Брод, Моравия, Австро-Венгрия — 4 июля 1978, Прага, ЧССР) — чехословацкий актёр театра и кино, режиссёр. Заслуженный артист Чехословакии (1958).

## Биография
Сын учителя гимназии. Изучал право, но учёбы не закончил и ушёл в театр. С 1926 года выступал на сценах
«Освобождённого театра» (Osvobozeném divadle), театра Švandově, Театра на Виноградах, Divadlo za branou. Многолетний артист Национального театра в Праге, работал там же режиссёром, а с 1949 по 1953 год — его директором.
В 1933—1977 годах снялся более чем в 74 фильмах.

## Избранная фильмография
- 1937 — Белая болезнь — сын Крога
- 1937 — Девственность  —  Павел Химеш, композитор
- 1953 — Предупреждение — делегат компартии
- 1955 — Танковая бригада — генерал Гасал
- 1955 — Ян Гус— Иаков из Стршибра
- 1956 — Ян Жижка  — Иаков из Стршибра

## Память
- Его именем названы улицы в Праге, Пардубице и Остраве.